# Дэвис, Пол (физик)
Пол Чарльз Уильям Дэвис (англ. Paul Charles William Davies; род. 22 апреля 1946, Лондон) — британский физик-теоретик, космолог, астробиолог, писатель и популяризатор науки. Доктор философии (1970).
Регент-профессор Университета штата Аризона, прежде профессор Аделаидского и Ньюкаслского университетов. Член Королевского литературного общества (1999). Лауреат Темплтоновской премии (1995).

## Биография
Окончил с отличием Университетский колледж Лондона (бакалавр физики, 1967). Там же в 1970 году получил степень доктора философии по физике.
Работал в Кембриджском (с  того же 1970 года), Лондонском и Ньюкаслском (1980—1990) университетах, в последнем в 34 года стал профессором теоретической физики. 
В 1990 году перебрался в Австралию, первоначально как профессор математической физики (в 1990—1996), а затем же — естественной философии Университета Аделаиды. Помог основать Австралийский центр астробиологии в Сиднее, в 2001 году, как соучредитель.
С 2006 года в Университете штата Аризона директор созданного им же исследовательского центра «Beyond» (фундаментальных концепций в науке) и с 2011 года регент-профессор этого университета, также с 2008 года является содиректором Cosmology Initiative при нём; главный исследователь Центра конвергенции физических наук и биологии рака (Center for the Convergence of Physical Sciences and Cancer Biology) при том же университете.
Он также состоит приглашённым профессором биоинженерии Имперского колледжа Лондона и физики Университета Нового Южного Уэльса (Австралия).
Много выступает в СМИ.
Феллоу PLuS Alliance, Американского физического общества и британского Института физики. Член International Society for Science and Religion и Международной академии астронавтики (2017). Почётный феллоу Университетского колледжа Лондона (2011). Феллоу Всемирного экономического форума.
С 2007 года член редакционно-консультативного совета Cosmos (Australian magazine); член редколлегии журнала Oncogene.
Автор около 30 книг, переводившихся на более чем 20 языков, и многих других научных работ в области космологии, гравитации и квантовой теории поля, в особенности по черным дырам и происхождению Вселенной. Среди бестселлеров его авторства The Mind of God, About Time, How to Build a Time Machine, The Fifth Miracle, The Goldilocks Enigma. Его монография «Квантовые поля в искривленном пространстве», написанная в соавторстве с Николасом Бирреллом, считается основополагающим текстом в области квантовой гравитации. Дэвис также интересуется природой времени, физикой частиц высоких энергий, основами квантовой механики, происхождением жизни и природой сознания. Среди его произведений есть и научно-фантастический роман под названием Fireball. Он давний автор The Economist и известный обозреватель в The Guardian, писал для The Times, The New York Times, The Wall Street Journal, Forbes Magazine, Time Magazine, The Australian, The Sydney Morning Herald, The Age, The Bulletin, New Scientist, PM (Германия) и Conocer (Испания). На протяжении двух лет состоял еженедельным обозревателем мнений в Adelaide Advertiser.

## Награды, почести, отличия
- Eureka Prize[англ.] (1991[9], 1992)
- Advance Australia Award[англ.] (1993)
- Темплтоновская премия (1995)
- Bunyan Lecture, Стэнфорд (1999)
- Kelvin Medal[англ.] британского Института физики (2001)
- Премия Майкла Фарадея Лондонского королевского общества (2002)
- Robinson Prize in Cosmology, Ньюкаслский университет (2011)[7]
- Klumpke-Roberts Award[англ.] Тихоокеанского астрономического общества (2011)
- Bicentenary Medal of Chile

Удостоен ряда книжных премий (в частности Templeton-CTNS book prize, 1995) и трёх почётных степеней. Член ордена Австралии (2007). В 2002 году номинировался на звание «Австралиец года». В 1999 году в его честь назван астероид 6870 Pauldavies. В декабре 1996 года The Bulletin назвал его одним из десяти самых творческих людей Австралии. Также однажды он был назван Washington Times «лучшим научным писателем по обе стороны Атлантики».

## Переводы на русский
- Девис П. Пространство и время в современной картине Вселенной. — М. : Мир, 1979.
- Девис П. Случайная Вселенная. — М. : Мир, 1985.
- Девис П. Суперсила: Поиски единой теории природы. — М. : Мир, 1989.